# Skrzyczne
Skrzyczne je se svou výškou 1257 m n. m. nejvyšší horou Slezských Beskyd. Leží v bočním rameni pásma Baraniej Góry. Hora je charakteristická svým tvarem a také telekomunikačním vysílačem, díky čemu je velmi dobře rozeznatelná. Patří mezi vrcholy Koruny hor Polska.

## Turistika
Na vrcholu se nachází chata PTTK vybudovaná v roce 1933 a přestavěná v letech 1950 a 1998.  Skrzyczne je dostupné několika turistickými značkami, a také dvousedačkovou lanovkou ze Szczyrku postavenou v letech 1958–59. Ta je rozdělena na dva úseky: Szczyrk - Hala Jaworzyna a Hala Jaworzyna - Skrzyczne. Na úbočích hory se také nachází mnoho sjezdovek o různé obtížnosti.

## Vysílač
Na vrcholu je od konce 90. let 87metrový vysílač. Vysílač je viditelný i z některých vyšších kopců v Moravskoslezských Beskydech a je tam díky němu možno přijímat Polskou televizi.